# Museo del Palacio (Zanzíbar)
El Museo del Palacio (en inglés: Palace Museum; también conocido como el Palacio del Sultán o Beit el-Sahel en árabe) es uno de los principales edificios históricos de Stone Town, Zanzíbar en Tanzania. Es un edificio de 3 pisos con decoradas paredes blancas, que se encuentra en la ruta Mizingani, en el paseo marítimo, entre la Casa de las Maravillas y el Dispensario Antiguo.
El palacio fue construido en el siglo XIX para servir como residencia de la familia del sultán. Después de la Revolución de Zanzíbar, en 1964 pasó a llamarse oficialmente al Palacio del Pueblo y se utilizó como sede del gobierno. En 1994, se convirtió en un museo sobre la familia real y Zanzíbar, y pasó a llamarse formalmente de nuevo "Museo del Palacio".
Muchos de los muebles y otras pertenencias de la familia del sultán están en exposición, dando a los visitantes una idea de la vida en el Zanzíbar del siglo XIX.